# Gianfranco de Turris
Gianfranco de Turris (n. 19 februarie 1944, Roma, Regatul Italiei) este un jurnalist și scriitor italian de literatură științifico-fantastică.

## Traduceri
- CPSF 398 - Italia, o viață dificilă
- CPSF 409 -  Însemnări despre un congres trecut și despre unul viitor
- 1973: Fantascienza, editor împreună  cu Ion Hobana, Editura Albatros
- 1993: Liniștea universului (Il Silenzio dell' Universo), Editura Nemira - colecția SFFH Nautilus nr. 12

## Vezi și
- Științifico-fantasticul în Italia
- 1944 în științifico-fantastic